# Pompás tőrösmoly
A pompás tőrösmoly (Nemophora degeerella) a rovarok (Insecta) osztályának a lepkék (Lepidoptera) rendjébe, ezen belül a hosszú csápú tőrösmolyfélék (Adelidae) családjába tartozó faj.

## Előfordulása
A pompás tőrösmoly Európa mérsékelt övi részén honos, délkeleten a Kaukázusig. A rovar nem ritka.

## Megjelenése

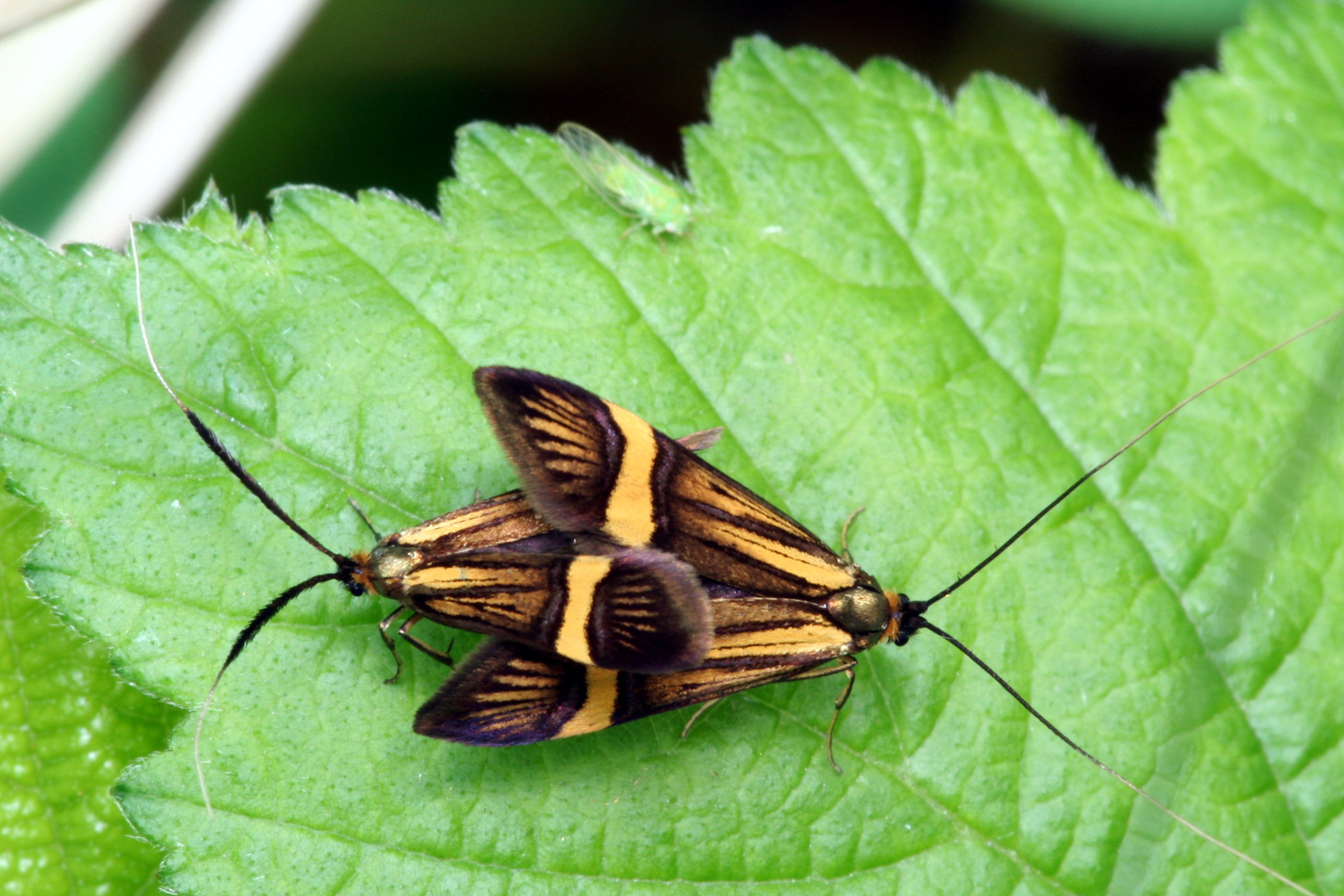

A pompás tőrösmoly elülső szárnya kereken 1 centiméter hosszú, lekerekített, rajta sötétbarna szegéllyel élesen elhatárolt sárga harántsáv húzódik, fémes fényét sötét érvonalak szakítják meg. A hím csápja négyszer hosszabb, mint az állat teste. Repülés közben jellegzetesen fel-le táncol.

## Életmódja
A pompás tőrösmoly ligeterdőkben és más nyirkos lomberdőkben él, többnyire vízpartokon. Tápnövényei a szellőrózsák; először a leveleken aknázik, majd tegezszerű tokban tartózkodik.
Repülési ideje május–június között van. Napos időszakokban repül. Hernyóidőszaka augusztustól májusig tart, a hernyó áttelel.